# William Ball (Fußballspieler)
William Henry Ball (* 11. April 1876 in West Derby, Liverpool; † 1929) war ein englischer Fußballspieler.

## Karriere
Ball spielte für Rock Ferry in The Combination und hatte 1897 eigentlich bereits einen Profivertrag mit New Brighton Tower abgeschlossen. Dieser erlangte wegen eines Registrierungsfehlers allerdings keine Gültigkeit und eröffnete Ball die Möglichkeit, gemeinsam mit seinem Mannschaftskameraden Ben Hulse im Mai 1897 zu den Blackburn Rovers zu wechseln. In seiner ersten Saison kam der robuste und hart arbeitende rechte Außenläufer zu 17 Einsätzen in der Football League First Division. Im März 1898 bestritt er mit Blackburn das Finale um den Lancashire Senior Cup gegen Newton Heath im Goodison Park, Heimspielstätte des FC Everton. Die Verantwortlichen des gastgebenden Vereins beeindruckte seine Leistung bei der 1:2-Niederlage derart, dass er prompt zur Saison 1898/99 verpflichtet wurde. Bei Everton war er allerdings nicht imstande, sich gegen Spieler wie Joe Blythe, Richard Boyle oder Sam Wolstenholme in der Läuferreihe durchzusetzen und blieb im gesamten Saisonverlauf ohne Ligaeinsatz.
Im Mai 1899 endete sein Aufenthalt in Liverpool bereits wieder und er wechselte zum Ligakonkurrenten Notts County, mit denen er 1900/01 den dritten Tabellenrang der First Division erreichte, das beste Meisterschaftsergebnis in der Geschichte des Klubs. Nach seinem zweiten Jahr in Nottingham äußerte er den Wunsch, nach Blackburn zu den Rovers zurückzukehren, ein Anliegen das bei den Blackburn-Verantwortlichen nach dem Abgang des rechten Außenläufers Jimmy Moir rasch Gehör fand. Im Gegensatz zu seinem ersten Aufenthalt bei den Rovers gelang es ihm dieses Mal allerdings nicht, sich in der Mannschaft zu etablieren und spielte den größten Teil der Saison für das Reserveteam. Seine letzte Station im Profifußball war Manchester United in der Second Division. Für Manchester kam er in seinen vier Saisoneinsätzen der Spielzeit 1902/03 auf allen drei Positionen der Läuferreihe zum Einsatz, aus dem Stammtrio Alex Downie, Billy Griffiths und Walter Cartwright konnte er aber niemanden dauerhaft verdrängen.